# Starnberg
Starnberg é uma cidade da Alemanha, no distrito de Starnberg, na região administrativa de Oberbayern, estado da Baviera.